# فرقة العدالة

فرقة العدالة

فرقة العدالة (بالإنجليزية: Justice League)‏ هو فريق من الأبطال الخارقين يظهرون في القصص المصورة التي تنشرها دي سي كومكس. من ابتكار الكاتب غاردنر فوكس في مارس سنة 1960. الأعضاء السبعة لفرقة العدالة هم باتمان، الرجل المائي، سوبرمان، البرق، الفانوس الأخضر، الصياد المريخي والمرأة المعجزة والسهم الأخضر . تغير أعضاء الفرقة خلال السنوات بشخصيات متنوعة من عالم دي سي. تم صنع مسلسل تلفزيوني باسم فرقة العدالة عرض من 2001 إلى 2004. في مارس 2016 تم إصدار فيلم باتمان ضد سوبرمان: فجر العدالة من إخراج زاك سنايدر والذي ظهر فيه أعضاء الفرقة , و أصدر في نوفمبر 2017 الفلم الخاص بهم